# Podarcis liolepis
La lagartija parda (Podarcis liolepis) es una especie de reptil escamoso de la familia Lacertidae que se distribuye por el noreste de España y sur de Francia.  Anteriormente considerada una subespecie de la lagartija ibérica (Podarcis hispanicus).

## Descripción
El rango de tamaños más común entre los machos varía entre 42,2 y 65,7 milímetros de la punta del morro a la cloaca. Las hembras son ligeramente más pequeñas, con tamaños entre 42,2 y 61,7 mm. Los ejemplares de la subespecie P. liolepis atratus presentes en las islas Columbretes se caracterizan por su mayor talla y robustez, pueden alcanzar los 68 mm en los machos y 61,9 mm en las hembras.

## Distribución
Se distribuye principalmente por el sur de Francia y el noreste de España aunque existe una población, probablemente introducida junto a ejemplares de P. muralis, en el centro de Alemania.
En España se encuentra en las comunidades de Cataluña, Aragón, Castilla y León, País Vasco, Navarra, La Rioja y Comunidad Valenciana, aunque sus límites no se conocen con claridad.

## Taxonomía y sistemática
Estudios realizados en la primera década del siglo XXI indican que las lagartijas tradicionalmente clasificadas como Podarcis hispanicus realmente constituyen varios linajes genéticamente diferentes, la mayoría de los cuales merecen un rango específico.
En 2005 el linaje nororiental se elevó al estatus de especie, asignándose en 2010 el nombre Podarcis liolepis a este taxón.

## Subespecies
- Podarcis liolepis liolepis
- Podarcis liolepis atratus